# Ashley Tisdale
Ashley Michelle Tisdale (født 2. juli 1985) er en amerikansk skuespillerinde og sangerinde. Hendes mest kendte roller er som Maddie Fitzpatrick i den amerikanske tv-serie Zack og Codys Søde Hotelliv, der vises på Disney Channel, og som Sharpay Evans i High School Musical og dennes efterfølger High School Musical 2 samt film nummer 3 i serien High School Musical 3. Hun har også udgivet et album Headstrong, som udkom i USA 6. februar 2007.
Just my luck’’ 2008

## Biografi

### Opvækst
Tisdale er født i Monmouth County, New Jersey . Hendes forældre er Lisa (pigenavn Morris) og Mike Tisdale. Tisdale er opvokset i bydelen Ocean Township.  Hendes ældre søster, Jennifer Tisdale, er også skuespiller, og hun er mest kendt for sin rolle i teenagekomedien Bring It On: In It to Win It.
Tisdales morfar, Arnold Morris, er udvikleren af Ginsu-knive, og gennem ham har hun også familierelationer til forretningsmanden Ron Popeil. Tisdales mor er jøde, og Tisdale opfatter sig selv som jødisk .
Hun blev opdaget af sin nuværende manager, Bill Perlman, i det sydlige Shores Mall i Monmouth County, da hun var tre år.

### Skuespil
Efter at have været til sin første audition blev Tisdale hurtigt et kendt ansigt inden for reklameverdenen. Hun var med i over 100 reklamer som lille. I en alder af 8 år fik hun en vigtig rolle i Broadway-musicalen Les Misérables og turnerede internationalt med skuespillet Annie. Tisdale begyndte at få roller i skuespil som Gypsy og The Sound of Music på Jewish Community Center of Monmouth County.
I en alder af 12 år sang Ashley for den amerikanske præsident i Det Hvide Hus.
Sidst i 1990'erne havde Tisdale gæsteoptrædener i forskellige serier, deriblandt Smart Guy, 7th Heaven, Grounded for Life, Boston Public, Strong Medicine, Heksene fra Warren Manor, Beverly Hills, 90210, Malcolm i midten og sin yndlingsserie Hannah Montana. Hun havde en mindre rolle i filmen Donnie Darko fra 2001 og var gæst i The Amanda Show. Hun har haft roller i serier som The Hughleys, Still Standing, Nathan’s Choice, Mayor of Oyster Bay, The Howie Mandel Pilot og The George Lopez Show.
I 2002 fik hun meget opmærksomhed i en tv-reklame for Fruit Gushers, hvor hendes hoved bliver omdannet til en kæmpemæssig appelsin. Tisdale var også med i en reklame for "T-mobile" med Catherine Zeta-Jones og i en Toys "R" Us' reklame med Abigail Breslin.
I 2005 fik Tisdale rollen som Maddie Fitzpatrick i tv-serien Zack og Cody's Søde Hotelliv efter at have været til audition til rollerne som både Maddie Fitzpatrick og London Tipton. Serien blev hurtig populær, og Tisdale blev et kendt ansigt på Disney Channel, og hun lagde stemme til en rolle i tegnefilmen Whisper of the Heart. Hun havde egentlig også fået rollen som Erin Ulmer i gyserfilmen Final Destination 3, men rollen gik alligevel til den canadiske skuespillerinde Alexz Johnson.
I 2006 fik Tisdale rollen som Sharpay Evans i Disney Channels kæmpesucces High School Musical, der havde premiere 20. januar 2006. Hun var egentlig blevet castet som Gabriella Montez, men man mente, at hendes alt-stemme passede bedre til en mørkere rolle. Hun genoptog rollen som Sharpay i High School Musical 2, der havde premiere 17. august 2007.
Tisdale var med i Disney Channel Games 2006, som kaptajn for "Green Team" ("Grønt Hold"). Hun er også med i dette års omgang af Disney Channel Games 2008.
Noget af det nyeste er, at Tisdale har underskrevet en aftale med Staples, Inc., for at være med i reklamekampagnen for selskabets "Geared 4 School" konkurrencer i efteråret 2008.
Tisdale lægger stemmen til Candace i Disney Channels tegneserie Phineas and Ferb og Starlight Starbright Children's Foundations Tuttles Family Game Arkiveret 13. januar 2016 hos  Wayback Machine .
Tisdale er med i 2. episode af MTV's Punk'd, hvor hun besøger et børnehospital og synger "Kiss the Girl" for en lille dreng, der ligger i koma. Undervejs i sangen vågner drengen op. Tisdale har også hjulpet programmets vært Ashton Kutcher med at "punke" sin ven og medskuespiller fra High School Musical Zac Efron.
Tisdale har desuden lagt stemme til en rolle i tegnefilmen Kim Possible.
Tisdale fortalte i et interview til JustJared.com til 2007 MTV Movie Awards, at hun skulle være med i en film i august 2007. Den 18. juli 2007 kunne MTV News bekræfte i et interview med Tisdale, at filmen hedder Picture This. I denne far-datter film spiller Tisdale den upopulære pige Mandy, som arbejder på Petco. Hun skal bl.a. arbejde med Robbie Amell. Tisdale sagde, at hun højst sandsynligt vil gå tilbage til sit naturlige brune hår til denne film.
Den 10. januar 2008 kunne The Hollywood Reporter fortælle, at Tisdale skal være med i 20th Century Foxs nye eventyr-komedie They Came From Upstairs, sammen med Robert Hoffman og Carter Jenkins.  Hun har været talskvinde for deodoranten Degree.

### Musik

#### 2006: Før solokarriere
Tisdales rolle i High School Musical gjorde, at hun blev nødt synge flere sange, som "What I've Been Looking For", "Bop to the Top" og "We're All in This Together". Alle tre har opnået at ligge på Billboard Hot 100. Med de to førstnævnte har Tisdale skrevet musikhistorie ved at være den første kvindelige sangerinde med to sange på listen samtidig. Tisdale har endvidere indspillet coverversioner, "Some Day My Prince Will Come", "Last Christmas" og "Kiss The Girl" (herunder en musikvideo), for  for Disney.
Hun har også indspillet en version af "A Dream is a Wish Your Heart Makes" med de andre medlemmer af "Disney Channel Circle of Stars".

#### 2007: Headstrong
Tisdales første soloalbum, Headstrong, blev udsendt 6. februar 2007, og den blev distribueret af Warner Bros. Records.
Albummet debuterede som nummer 5 på Billboard 200s albumliste med et salg på 64.000 eksemplarer . Selvom hendes første single var "He Said She Said", skrevet af J. R. Rotem og Evan "Kidd" Bogart, blev denne sang første udsendt senere, så sangen "Be Good To Me" blev hendes første udspil fra albummet.
I januar 2007 blev Tisdale kåret til nummer to på listen "Lækreste Kvinde i Pop / R&B" i bladet Blender Magazine, hvori der står: "Tisdale har en gave. Ikke en englebild stemme eller en blændende personlighed, men en endnu sjældnere råvare: Millioner af "præ-solgte" teenagere er ivrige efter at købe hendes debutalbum!" . I marts 2007 fortalte Tisdale Blender, at hun hverken tager stoffer eller drikker og tilføjede: "Min mor har meget tillid til mig, og der ligger ikke noget pres på mig overhovedet" .
En brasiliansk avis skrev ikke længe efter udgivelsen, at der var blevet solgt 60.000 eksemplarer i Brasilien,  mens der på verdensplan er blevet solgt 919.000 eksemplarer af Headstrong .
Tisdale genudgav "He Said She Said" 19. september 2007, da musikvideoen havde premiere på MTVs TRL. Den 28. januar 2008 udgav Tisdale Not Like That i Europa og den 22. februar 2008 kom Suddenly i Brasilien. I et interview, sagde Ashley, at hun gerne ville udsende yderligere tre singler, "So Much for You", "Headstrong" og "Goin' Crazy". Tisdale lavede en promotionturne, hvor hun optrådte i udvalgte storcentre med 3 sange fra albummet.
Den 13. november 2007 udgav Tisdale sin første musik-dvd, There's Something About Ashley, med tre musikvideoer; "He Said She Said", "Not Like That" og "Suddenly" – og en dokumentar om hvordan Headstrong blev lavet.
Den 15. december 2007 optrådte Tisdale i Z-100's Jingle Ball sammen med Timbaland og Good Charlotte . I 2007 blev Tisdale kåret til en af Teen Peoples' 25 lækreste stjerner under 25 år.

#### 2008-2009: Degree Girl og Guilty Pleasure
I marts 2008 genindspillede Tisdale cover-versionen af Belinda Carlisles "Heaven Is A Place On Earth" og Cyndi Laupers "Time After Time", som vil være med på hendes EP i juni 2008.
Ashley Tisdales andet studiealbum hedder Guilty Pleasure og vil efter planen blive udgivet den 16. juni 2009 i USA. Hun startede med at arbejde på albummet i begyndelsen af 2008 og i april samme år, fortalte hun, at hun allerede havde indspillet en del af numrene. Tisdale har fastslået, at hendes nye album ville indeholde "mere rocket og kantet" musik. Hendes første single fra dette album hedder It's Alright, It's OK, og den vil blive udgivet den 14. april 2009 ligeledes i USA.

### Musikvideoer
Tisdale har lavet en musikvideo til sin single, "Be Good To Me", som er på albummet Headstrong. Tisdale har også været med i musikvideo-genindspilningen af "Kiss The Girl" fra Den lille Havfrue. Denne musikvideo findes på Den lille Havfrue – Special Edition DVD. Hun har også spillet med i musikvideoen til "A Dream is a Wish Your Heart Makes" (oprindeligt fra Disneys Askepot) for Disney Channel sammen med andre Disney Channel-stjerner.
Musikvidoerne til "What I've Been Looking For" og "We're All In This Together" fra High School Musical er tilgængelige på iTunes. I det amerikanske iTunes Store kan man også købe filmen High School Musical og koncertversioner.
I 2007 indspillede Tisdale 3 musikvideoer for "He Said She Said", "Not Like That" og "Suddenly" til albummet Headstrong. Den 19. september 2007 havde "He Said She Said" premiere i USA på TRL. I "He Said She Said" medvirker Josh Henderson (han spiller Edies nevø Austin i Desperate Housewives) og Tisdales storesøster Jennifer.

### Forretninger
I oktober 2007 underskrev Tisdale en aftale med tøjfirmaet "Red" af Marc Ecko, hvorefter hun bar tøj fra deres kollektioner på sin turné i USA med Headstrong. Firmaet – som Tisdale var talskvinde for – holdt modeshows i alle centre Tisdale skulle optræde. Den 17. februar 2008 underskrev Tisdale en aftale med "Huckleberry Toys", der gik ud på at producere en begrænset mængde af dukker, der forestillede sangerinden. Den 16. marts 2008 blev dukken vist frem i Jacob Javits Center in NYC, med forskellige sæt tøj, make-up og frisurer fra hendes koncerter, fotoshoots, optrædener og musikvideoer. 

### Privat
Den 30. november 2007 fik Tisdale lavet en plastisk næseoperation. Ifølge Tisdale var det af sundheds-relaterede årsager og ikke, fordi hun går ind for plastikkirurgi: "septum afveg ca. 80 %", og hun "havde 2 små brud på næsen", og det var forstyrrende for hendes vejrtrækning. Hun talte med bladet People om plastikkirurgi, hvor hun siger, at det er vigtigt for hende at være ærlig overfor sine fans. Hun får ordineret Ritalin for ADHD.

## Filmografi

### Film
| År   | Titel                      | Rolle                  | Bemærkninger                                     |
| ---- | -------------------------- | ---------------------- | ------------------------------------------------ |
| 1998 | Græs-rødderne/A Bug's Life | Ledende Blåbær-spejder | Stemme                                           |
| 2001 | Donnie Darko               | Kim                    | Kort medvirken                                   |
| 2001 | Nathan's Choice            | Stephanie              | Tv-film                                          |
| 2002 | The Mayor of Oyster Bay    | -                      | Tv-film                                          |
| 2006 | High School Musical        | Sharpay Evans          | Tv-film (Disney Channel)                         |
| 2006 | Whisper of the Heart       | Yuko Harada            | Stemme                                           |
| 2007 | High School Musical 2      | Sharpay Evans          | Tv-film (Disney Channel)                         |
| 2013 | Scary Movie 5              |                        |                                                  |
| 2013 | High School Musical 3      | Sharpay Evans          | Fik premiere d. 22 Oktober i de danske biografer |
| 2009 | Aliens In The Attic        | Bethany Pearson        |                                                  |
| 2010 | "Teen Witch"               | Louise Miller          |                                                  |
| 2008 | Picture This               | Man                    | Scary Movie 5                                    |

### Tv
| År        | Titel                       | Rolle              | Bemærkninger                 |
| --------- | --------------------------- | ------------------ | ---------------------------- |
| 2005-2008 | Zack og Codys Søde Hotelliv | Maddie Fitzpatrick |                              |
| 2007      | Kim Possible                | Camille Leon       | Stemme Tilbagevendende rolle |
| 2007-     | Phineas and Ferb            | Candace Flynn      | Stemme                       |
| 2010-     | Hellcats                    | Savannah Monroe    |                              |

### Gæsteroller
| År   | Titel                    | Rolle            |
| ---- | ------------------------ | ---------------- |
| 1997 | 7th Heaven               | Janice           |
| 1997 | Smart Guy                | Amy              |
| 2000 | Boston Public            | Carol Prader     |
| 2000 | The Geena Davis Show     | Tracy            |
| 2000 | Movie Stars              | Female Student   |
| 2000 | The Amanda Show          | Fan#1            |
| 2000 | Beverly Hills 90210      | Nicole Jungquist |
| 2001 | Heksene fra Warren Manor | Løbsk teenager   |
| 2001 | Kate Brasher             | Winona           |
| 2001 | Once and Again           | Marni            |
| 2001 | Bette                    | Jessica          |

| År   | Titel                                  | Rolle              |
| ---- | -------------------------------------- | ------------------ |
| 2002 | Malcolm i Midten                       | Pige               |
| 2002 | The Hughleys                           | Stephanie          |
| 2003 | Still Standing                         | Bonnie             |
| 2003 | George Lopez                           | Olivia             |
| 2003 | Grounded for Life                      | Leah               |
| 2003 | Strong Medicine                        | Sherry Lowenstein  |
| 2006 | That's So Suite Life of Hannah Montana | Maddie Fitzpatrick |
| 2007 | The Life of Eddie                      | Verny              |

## Diskografi
Albums
- 2007: Headstrong
- 2009: Guilty Pleasure

EP's
- 2008: Degree Girl: OMG! Jams

Live-albums
- 2007: High School Musical: The Concert

Singles
- 2006: "Kiss the Girl"
- 2006: "Last Christmas" (Højtidssingle)
- 2006: "Be Good to Me" (med David Jassy)
- 2007: "Goin' Crazy" (Inklusiv "Radio Disney"-single)
- 2007: "He Said She Said"
- 2008: "Not Like That" (Europa / Chile)
- 2008: "Suddenly" (Brasilien)
- 2008: "So Much for You" (Australien / Brasilien)
- 2008: "Headstrong"
- 2009: "It's Alright, It's OK"

Promo-singles
- 2007: "We'll Be Together" (Promo fra albummet Headstrong og High School Musical: The Concert)

Koncertturneer
- 2006-2007: High School Musical: The Concert (Ashley Tisdale med High School Musical)
- 2007-2008: Headstrong Tour Across America (Ashley Tisdale)

Dvd'er
- 2007: High School Musical : The Concert Extreme Access Pass (Ashley Tisdale med High School Musical)
- 2007: There's Something About Ashley (Ashleys musikvideoer)

## Awards & nomineringer
Young Artist Award
- 2001: Nomineret: "Best Performance in a Television Comedy Series, Guest Starring Young Actress" for Boston Public [28]

Nickelodeon Kids' Choice Awards i UK
- 2007: Vundet: "Best TV Actress" for Zack og Codys Søde Hotelliv [29]

Premios Oye!
- 2007: Nomineret: "International Breakthrough Artist" for Headstrong [30]

## Eksterne links
- Officiel hjemmeside
- The Official Ashley Tisdale Site
- The Official Ashley Tisdale Music Site
- Ashley Tisdale Arkiveret 29. april 2011 hos  Wayback Machine at TV.com
- Ashley Tisdale at MySpace
- Ashley Tisdale at YouTube
- Ashley Tisdale på Internet Movie Database (engelsk)
- Ashley Tisdale på Filmdatabasen
- Ashley Tisdale på Scope
- Ashley Tisdale på Svensk Filmdatabas (svensk)
- Ashley Tisdale på AlloCiné (fransk)
- Ashley Tisdale på AllMovie (engelsk)
- Ashley Tisdale på Rotten Tomatoes (engelsk)
- Ashley Tisdale på The Movie Database (engelsk)
- Ashley Tisdale på Internet Broadway Database (engelsk)
- Ashley Tisdale på Behind The Voice Actors (engelsk)